# Axinotoma lepersonneae
Axinotoma lepersonneae – gatunek chrząszcza z rodziny biegaczowatych i podrodziny Harpalinae.
Gatunek ten został opisany w 1942 roku przez Louisa Burgeona.
Chrząszcz o ciele długości od 10 do 12 mm. Na każdej pokrywie mała, żółtawa plamka na ramionach i trzy żółtawe przepaski w okolicy wierzchołkowej. Międzyrzędy pokryw wypukłe. Edeagus o środkowym płacie nieskręconym, opatrzonym dyskiem apiklanym.
Gatunek afrotropikalny, znany z Demokratycznej Republiki Konga i Ugandy.